# Grandview (Alberta)
Pour les articles homonymes, voir Grandview.
Grandview est un village d'été (summer village) du Comté de Wetaskiwin No 10, situé dans la province canadienne d'Alberta.

## Démographie
En tant que localité désignée dans le recensement de 2011, Grandview a une population de 108 habitants dans 56 de ses 205 logements, soit une variation de -15 % avec la population de 2006. Avec une superficie de 0,796 6 km2, le village d'été possède une densité de population de 135,576 2 hab/km2 en 2011.
Concernant le recensement de 2006, Grandview abritait 127 habitants dans 61 de ses 184 logements. Avec une superficie de 0,796 6 km2, le village d'été possédait une densité de population de 159,4 hab/km2 en 2006.
| 2001 | 2006 | 2011 | 2016 |
| ---- | ---- | ---- | ---- |
| 85   | 127  | 108  | 114  |